# Bullialdus (cráter)

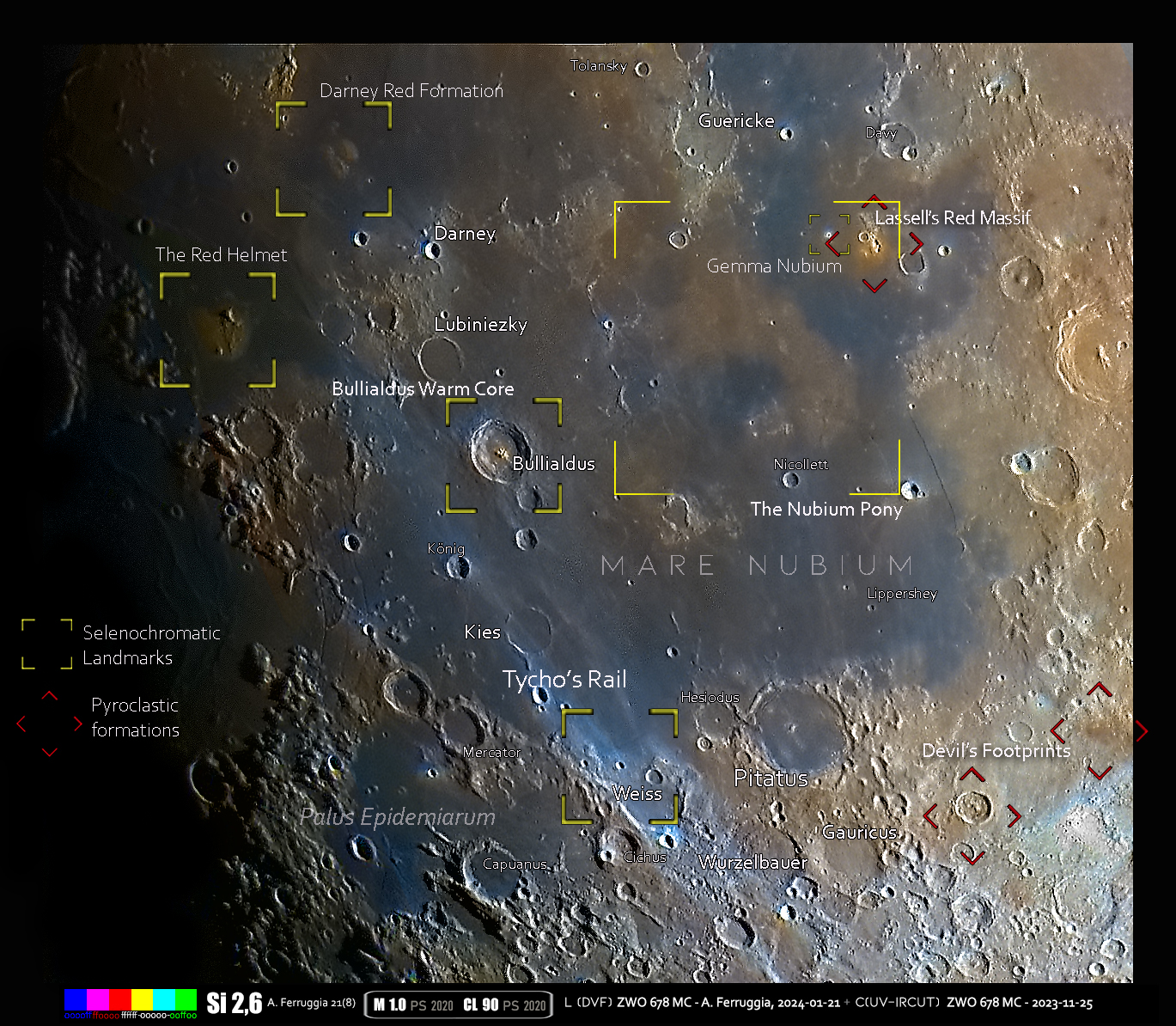
Área del cràter en formato selenocromatico

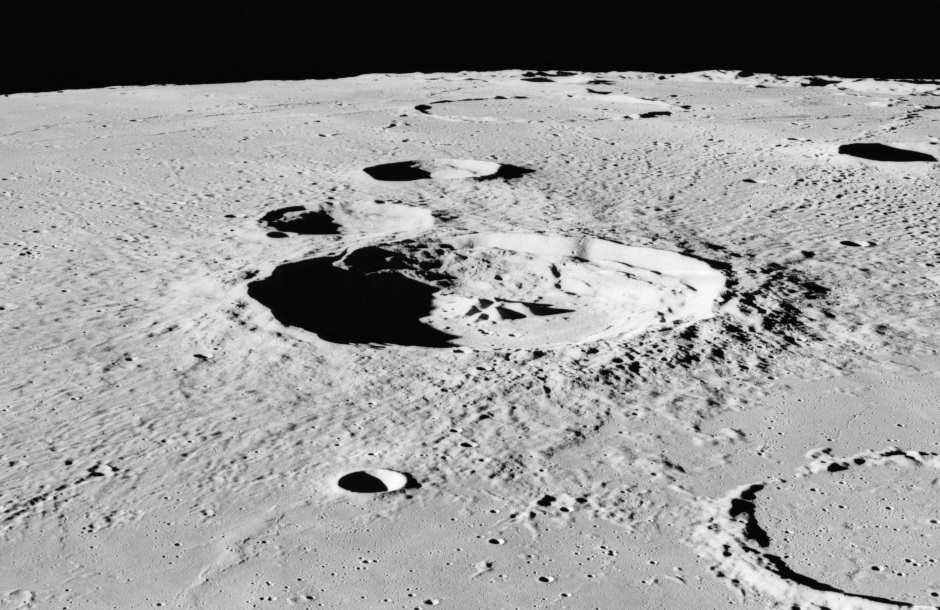
Fotografía de la misión Apolo 16

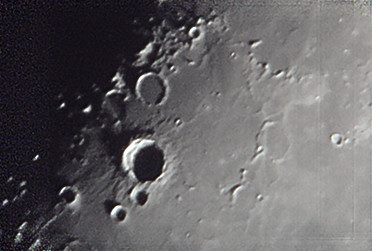
Cráter Bullialdus visto desde la tierra, bajo el centro-izquierda

Bullialdus es un cráter de impacto situado en la parte occidental del Mare Nubium. Al norte-noroeste se halla el cráter Lubiniezky (roto por una grieta e inundado de lava). Al suroeste de Bullialdus se encuentra el cráter König, de menor tamaño.
La ubicación relativamente aislada de este cráter sirve para poner de relieve su contorno bien formado. Bullialdus presenta un alto borde externo circular, aunque algunos observadores aprecian una apariencia ligeramente poligonal. Las paredes interiores son aterrazadas y contienen muchos signos de deslizamientos de materiales. Las rampas exteriores están cubiertas de un amplio manto de eyecciones que pone de relieve un patrón radial de crestas y valles bajos.
En el centro del cráter aparece una formación con varios picos y que se alzan a más de un kilómetro de altura. Una arista elevada se extiende desde las cumbres hasta el sureste, hasta que finalmente se fusiona con la pared interior. El suelo del cráter es generalmente áspero, con muchas subidas y bajadas. En general, tiene una forma algo convexa, abombada hacia arriba en el centro. Cuando el sol está en un ángulo alto, el brocal y las montañas centrales aparecen más brillantes que el entorno, y se pueden ver manchas blancas en el fondo del cráter.
|  |  |

Estudios en luz infrarroja de la región del cráter han revelado al menos tres capas de estratos. El impacto también puede haber atravesado un dique máfico intrusivo, lo que significa la existencia de un cuerpo de roca ignea cristalizado con altas concentraciones de elementos más pesados (tales como el magnesio en este caso).
Dos cráteres más pequeños pero notables se encuentran justo al sur del cráter principal. Bullialdus A se encuentra justo al suroeste de Bullialdus, dentro de sus murallas. Al sur de Bullialdus A se halla el ligeramente más pequeño Bullialdus B.

## Cráteres satélite

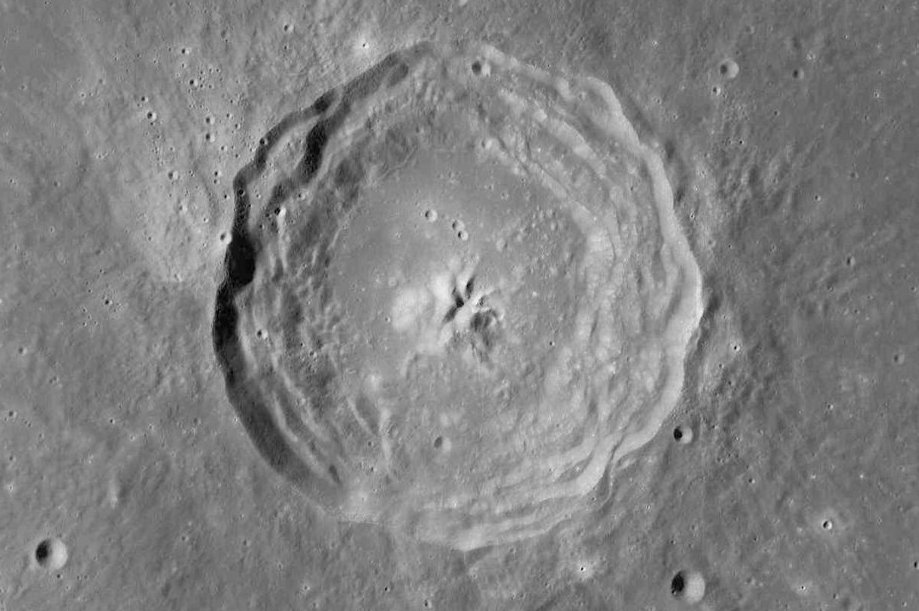
Fotografía de la misión Lunar Reconnaissance Orbiter

Por convención estos elementos son identificados en los mapas lunares poniendo la letra en el lado del punto medio del cráter que está más cerca de Bullialdus.
|            | \| Bullialdus \| Coordenadas \| Diámetro \| \| ---------- \| ------------------------------ \| -------- \| \| A \| 22°06′S 21°30′O / -22.1, -21.5 \| 26 km \| \| B \| 23°24′S 21°54′O / -23.4, -21.9 \| 21 km \| \| E \| 21°42′S 23°54′O / -21.7, -23.9 \| 4 km \| \| F \| 22°30′S 24°48′O / -22.5, -24.8 \| 6 km \| \| G \| 23°12′S 23°36′O / -23.2, -23.6 \| 4 km \| \| H \| 22°42′S 19°18′O / -22.7, -19.3 \| 5 km \| \| K \| 21°48′S 25°36′O / -21.8, -25.6 \| 12 km \| \| L \| 20°12′S 24°24′O / -20.2, -24.4 \| 4 km \| \| R \| 20°06′S 19°48′O / -20.1, -19.8 \| 17 km \| \| Y \| 18°30′S 19°06′O / -18.5, -19.1 \| 4 km \| |          |
| Bullialdus | Coordenadas | Diámetro |
| A          | 22°06′S 21°30′O / -22.1, -21.5 | 26 km    |
| B          | 23°24′S 21°54′O / -23.4, -21.9 | 21 km    |
| E          | 21°42′S 23°54′O / -21.7, -23.9 | 4 km     |
| F          | 22°30′S 24°48′O / -22.5, -24.8 | 6 km     |
| G          | 23°12′S 23°36′O / -23.2, -23.6 | 4 km     |
| H          | 22°42′S 19°18′O / -22.7, -19.3 | 5 km     |
| K          | 21°48′S 25°36′O / -21.8, -25.6 | 12 km    |
| L          | 20°12′S 24°24′O / -20.2, -24.4 | 4 km     |
| R          | 20°06′S 19°48′O / -20.1, -19.8 | 17 km    |
| Y          | 18°30′S 19°06′O / -18.5, -19.1 | 4 km     |

## Referencias

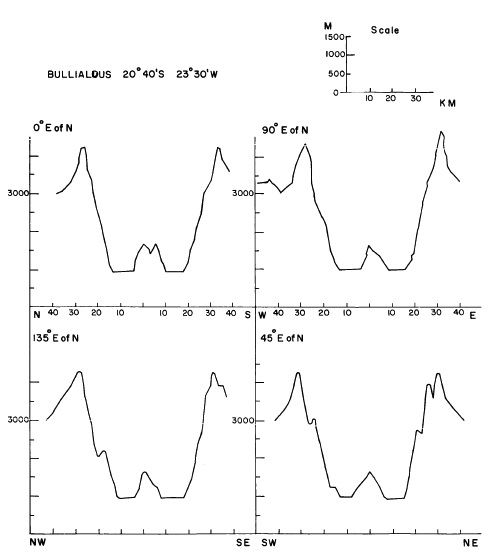
Secciones transversales del cráter